# شویچیرو ساکاموتو
شویچیرو ساکاموتو (انگلیسی: Shoichiro Sakamoto؛ زادهٔ ۱۸ اوت ۱۹۹۵) بازیکن فوتبال اهل ژاپن است.